# Bad Gams
Bad Gams är en ort i Österrike. Den ligger i kommunen Deutschlandsberg i förbundslandet Steiermark, Orten var till och med 2014 huvudort i kommunen Bad Gams som även omfattade orterna Bergegg, Feldbaum, Furth, Gersdorf, Greim, Hohenfeld, Mitteregg, Müllegg, Niedergams, Sallegg och Vochera am Weinberg.